# Ian Shaw (egyptolog)
Dr. Ian Shaw (* 1961) je britský egyptolog a docent starověké egyptské archeologie na Liverpoolské univerzitě. Jeho aktivity byly donedávna zaměřeny převážně na egyptskou oblast El Amarna (Achetaton), ve zbylém čase pracuje na vícerých archeologických výzkumech v lokalitách staroegyptských dolů a kamenolomů různých historických období. Jeho primárním zaměřením je výzkum metod a postupů práce staroegyptských řemeslníků a dělníků. Publikoval i několik prací o metodách vedení válek ve Starověkém Egyptě, což je téma, které bylo ve vědeckých pracích donedávna přehlíženo nebo jen okrajově zmiňováno.
Kromě své původní tvorby také redigoval několik slovníků o Starověkém Egyptě, které jsou spíše encyklopediemi než
lexikony s touto tematikou.

## Výběr prací
- 1991 Egyptian Warfare and Weapons
- 1992 A History of Ancient Egypt — překlad z francouzštiny Nicholasem Grimalem
- 1995 The British Museum Dictionary of Ancient Egypt — spolu s P. Nicholsonem
- 2000 The Oxford History of Ancient Egypt (editor)
- 2000 Ancient Egyptian Materials and Technology (editor)
- 2004 Ancient Egypt: A Very Short Introduction

### Domácí překlady
- 2003 – Dějiny starověkého Egypta, Praha: BB/Art — překlad anglického titulu The Oxford History of Ancient Egypt